# Chlorophonia sclateri
La eufonia de Puerto Rico (Chlorophonia sclateri) es una especie de ave paseriforme de la familia Fringillidae, perteneciente al género Chlorophonia; hasta recientemente (2023), era considerada una subespecie de Chlorophonia musica. Es endémica de Puerto Rico.

## Distribución y hábitat
Se distribuye exclusivamente por toda la isla de Puerto Rico. Puede ser encontrada en una variedad de hábitats, que incluyen bosques arbustivos secos de baja altitud y plantaciones de café sombreadas. Es registrada en varias zonas altitudinales, y aunque es considerada una especie del dosel, con frecuencia forrajea más bajo a lo largo de los bordes del bosque o en claros adyacentes perturbados, escencialmente apareciendo siempre que estén presentes especies de muérdago (Loranthaceae).

## Sistemática

### Descripción original
La especie C. sclateri fue descrita por primera vez por el zoólogo británico Philip Lutley Sclater en 1854 bajo el nombre científico Cyanophonia sclateri; su localidad tipo es: «Puerto Rico».

### Etimología
El nombre genérico femenino «Chlorophonia» es una combinación de las palabra del griego «chloros» que significa ‘verde’ y del género Euphonia; y el nombre de la especie «sclateri», conmemora a Philip Lutley Sclater (1829–1913), el propio autor.

### Taxonomía
La presente especie fue tratada durante mucho tiempo como una subespecie de la eufonia antillana (Chlorophonia musica); las clasificaciones Aves del Mundo (HBW) y Birdlife International (BLI) ya la consideraban una especie separada con base en las diferencias morfológicas. Lo que fue posteriormente reconocido por el Comité de Clasificación de Norte y Mesoamérica (N&MACC) en la Propuesta 2023-B-7, y seguido por las clasificaciones del Congreso Ornitológico Internacional (IOC) y Clements checklist/eBird. Es monotípica.